# Hibernia

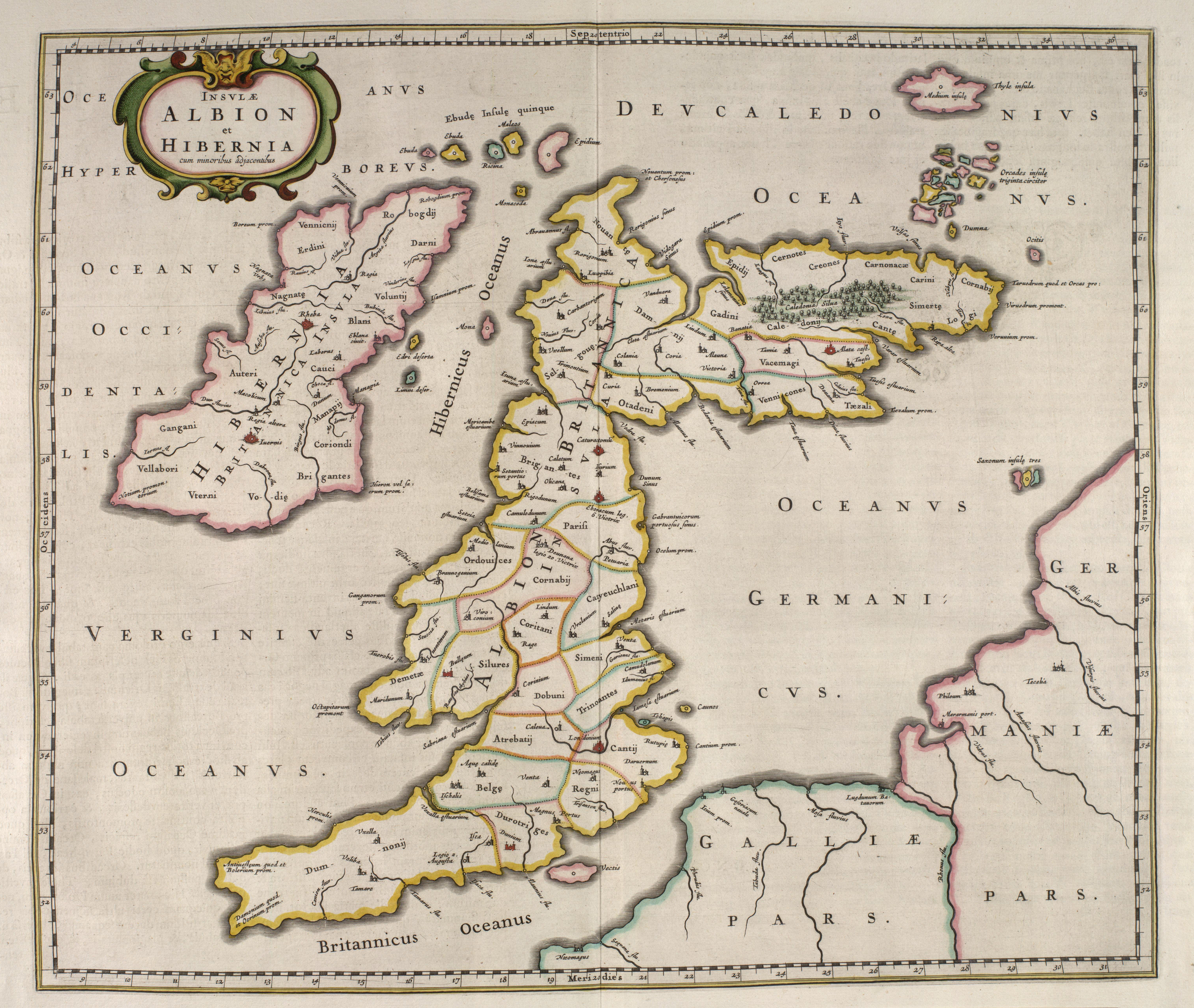
Mapa Wysp Brytyjskich z roku 1654 z Hibernią

Hibernia – nazwa wyspy Irlandii w klasycznym języku łacińskim.

## Etymologia
Historyczną, łacińską nazwą Irlandii, nadaną przez Rzymian, była Hibernia (również jako Britannia Hibernia), pochodząca od greckiego określenia Ἰουερνία ("Geografia" Klaudiusza Ptolemeusza). Spotykana jest także nazwa Ἰέρνη (Iernē), np. u Pyteasza z Massalii. Nazwa rzymska została przekształcona na Hibernia ze względu na swoje podobieństwo do wyrazu (łac.) hibernus – "zimowy". Staroirlandzkie zapożyczenie nazwy jako īweriū / īwerion, po pewnym czasie przeistoczyło się we współczesną irlandzką nazwę wyspy Éire.

## Historia
Rzymianie nigdy nie podjęli próby podboju Hibernii.